# Jessheim

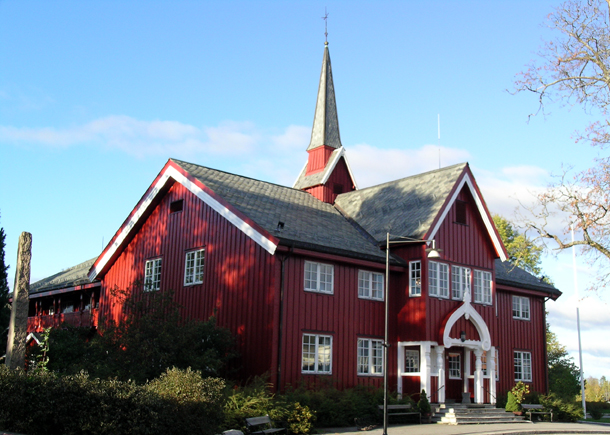
Herredshuset, Jessheim

Jessheim – miasto w Norwegii, położone w okręgu Akershus, liczące około 17 221 mieszkańców (2016).